# TY Delphini
TY Delphini (TY Del) es una estrella binaria en la constelación del Delfín que visualmente se localiza 2º11' minutos de arco al este de 17 Delphini.
Su distancia al sistema solar, estimada por fotometría, es de aproximadamente 630 pársecs (2055 años luz).
La primaria del sistema es una estrella blanco-azulada de la secuencia principal de tipo espectral B9.5V cuya temperatura efectiva es de 10.350 K.
Su luminosidad es 37 veces superior a la luminosidad solar y su radio es 1,92 veces más grande que el del Sol.
Aunque existe cierta controversia en cuanto a a las masas de las dos estrellas, se piensa que la primaria tiene una masa equivalente a 2,8 masas solares.
La secundaria es una estrella ligeramente evolucionada, concretamente una subgigante amarilla de tipo G0IV.
Su temperatura efectiva es de 4.760 K y es casi el doble de luminosa que el Sol.
Algo más grande que su acompañante, tiene un radio de 2,06 radios solares, siendo su masa un 16% inferior a la del Sol.
El período orbital de TY Delphini es de 1,1911 días (28,59 horas) y el semieje mayor de la órbita es de sólo 0,0034 UA.
Es una binaria eclipsante tipo Algol, cuya variabilidad fue observada por primera vez en 1935 por Cuno Hoffmeister.
De magnitud aparente máxima +9,7, su brillo decae 1,3 magnitudes en el eclipse principal —cuando la subgigante intercepta la luz de su compañera más luminosa— y 0,078 magnitudes en el eclipse secundario.
Ciertos cambios en el período pueden estar producidos por la presencia de un tercer objeto, aunque no hay certeza al respecto.
El período orbital de esta hipotética acompañante sería de 50 años aproximadamente y tendría una masa máxima de 0,78 masas solares.